# Jacaraci
Jacaraci är en kommun i Brasilien.   Den ligger i delstaten Bahia, i den östra delen av landet, 600 km öster om huvudstaden Brasília. Antalet invånare är 13 656.
I omgivningarna runt Jacaraci växer huvudsakligen savannskog. Runt Jacaraci är det glesbefolkat, med 11 invånare per kvadratkilometer.